# Gare de Garforth
La gare de Garforth est une gare ferroviaire du Royaume-Uni, située dans la ville de Garforth dans le Yorkshire de l'Ouest en Angleterre. 
Les services à partir de Garforth sont opérés par Northern Rail.